# Finasteryd
Finasteryd (łac. Finasteridum) – organiczny związek chemiczny z grupy steroidów, syntetyczny związek 4-azasteroidowy. Jest inhibitorem enzymu 5-α-reduktazy, przekształcającego testosteron w jego bardziej aktywną formę, 5-alfa-dihydrotestosteron (DHT). Stosowany jako lek u mężczyzn z łagodnym rozrostem stercza oraz w leczeniu łysienia typu męskiego (androgenicznego).

## Działanie
Finasteryd zmniejsza stężenie DHT we krwi i w gruczole krokowym. Powoduje to zmniejszenie objętości gruczołu i w związku z tym zwiększa przepływ cewkowy. Łagodzi objawy przerostu prostaty i zmniejsza ryzyko zaostrzenia się stanu pacjenta.

## Przeciwwskazania
Finasterydu nie podaje się kobietom i dzieciom. Lek jest szczególnie niebezpieczny dla płodu – może powodować zaburzenia rozwojowe płodów męskich. Ponieważ finasteryd może się wchłaniać przez skórę, kobiety w ciąży nie powinny nawet dotykać pokruszonych tabletek.

## Preparaty handlowe
Preparaty handlowe dostępne w Polsce (marzec 2021): Adaster, Androstatin, Androster, Antiprost, Apo-Fina, Finagen, Finahit, Finamef, Finanorm, Finapil, Finaran, Finaride, Finaster, Finasterid, Finasteridum, Finpros, Finxta, Hyplafin, Nezyr, Penester, Propecia, Proscar, Symasteride, Uronezyr, Zasterid.